# Villarriba y Villabajo
Villarriba y Villabajo es una serie de televisión española producida por Gona Films y emitida por La 1 de TVE en 1994. La serie, que consta de una única temporada de 26 capítulos de una hora de duración, empezó a emitirse el 11 de octubre de 1994 en prime time, aunque posteriormente fue relegada a la franja del late night.
La serie fue creada por Luis García Berlanga, siendo este su primer trabajo para televisión. El cineasta se inspiró en una campaña publicitaria del lavavajillas Fairy, en que se representaba la rivalidad entre dos localidades vecinas de ficción, llamadas Villarriba y Villabajo. En realidad la serie se grabó en Colmenar de Oreja, municipio cercano a Madrid.

## Argumento
La serie trata, en tono de comedia, de la rivalidad de dos pueblos, Villarriba y Villabajo, que están unidos geográficamente pero separados administrativamente. Comparten la plaza, la fuente y el bar, aunque cada uno pertenece a una comunidad autónoma distinta.

## Producción

### Nacimiento del proyecto
Tras finalizar el rodaje del anuncio, Juan Gona preguntó si quería seguir una noche más en un hotel de Sepúlveda, donde había rodado el anuncio. En la cena en el hotel cayó otro cochinillo acompañado de vino y, tras una noche agradable de verano, los sacó por los bares de la villa de Fernán González, el conde de Castilla, y en algún momento Luis García Berlanga comentó que el anuncio era un gran concepto para una serie de televisión. Gona le tomó la palabra y se ofreció a producirlo si lo hablaba con su padre y si la multinacional encontraba una forma de explotar la idea. Gona se presentó el lunes en un chalé de Somosaguas y en el gran salón con ventanal y vistas al jardín y a la piscina, se encontró repanchigado en el sofá a Luis García Berlanga. El director de cine frisaba los 70 años y lo último que había estrenado era Moros y cristianos en 1987. Le acompañaban María Jesús, su mujer, y José Luis, su hijo. Estuvo amable y receptivo. Le pareció una idea estupenda que le acercaba a la televisión, un medio en el que nunca había trabajado.
Con el sí del director de Bienvenido, Mister Marshall y el compromiso de que en una semana estarían los primeros bocetos, se fue a la multinacional Procter & Gamble, donde estaban acostumbrados a los medios y a las ficciones. La multinacional quería hacer un «barter» con TVE, un intercambio por espacios publicitarios para los más de treinta productos, desde detergente a tampones, que comercializaba en España. Con los primeros bocetos de Berlanga, que desarrolló los conceptos principales de la serie, Gona fue a ver a Jordi García Candau, director general de RTVE, que aprobó en el acto echar adelante una serie que llevara la marca de Berlanga.

### Rodaje
El rodaje se llevó a cabo  a lo largo de 14 meses en la localidad de Colmenar de Oreja, con dos unidades y en formato cine: cada capítulo, un total de 26, de
cada episodio exigía diez días de diez horas. Los vecinos cobraron 50.000 pesetas a cambio de que dejaran pintar su casa para la serie y todavía quedan fachadas amarillo albero o azul, los colores que distinguían a Villarriba de Villabajo respectivamente.

## Reparto
- Juanjo Puigcorbé es Pepe Ulloa
- Ana Duato es Paulina, la farmacéutica
- Carlos Tristancho es Segundo, el criado de Pepe
- Ángel de Andrés López es Mariano, alcalde de Villabajo
- Alfonso Lussón es Buenaventura Pérez de Tejada, alcalde de Villarriba
- Rafael Alonso es Don Fidel, párroco y doctor
- Álex Angulo es Blas, el sacristán
- Kiti Manver es Nines, hermana de Mariano
- Fedra Lorente es Mabel, pareja de Buenaventura y dueña del Drugstore
- María Isbert, es Doña Deudora, madre de Buenaventura
- Antonio Gamero es Parrita, dueño del Bar Parrita
- María Elena Flores es Toñi, mujer de Parrita y cocinera del bar Parrita
- Juan Viadas es Vicente, marido de Nines
- Chus Lampreave es Doña Suspiro, vecina y vidente
- Gemma Cuervo, es Doña Perpetua, la enterradora
- Mónica Bardem es Virtudes, vecina
- Pilar Bardem es Doña Angustias, madre de Virtudes

## Créditos
- Dirección: Luis García Berlanga, Carlos Gil y Josetxo San Mateo
- Guion: Luis García Berlanga, Jorge Berlanga, Vicente Peñarrocha, Javier Amezcua, Antonio Oliver
- Fotografía: Julio Madurga, José García Galisteo
- Música: Carlos Berlanga y Juan Manuel Sueiro

## Capítulos
La serie comenzó con buenos datos de audiencia pero pasó al horario de madrugada. En una encuesta fue calificada por el público masculino como la serie española más original del momento junto con Makinavaja.
| Episodio                  | Fecha de emisión | Espectadores |  |
| ------------------------- | ---------------- | ------------ |  |
| 1. La herencia            | 11/10/1994       | 4.553.000    |  |
| 2. La gran depresión      | 18/10/1994       | 5.059.000    |  |
| 3. El doble               | 25/10/1994       | 3.216.000    |  |
| 4. Rusos sin fronteras    | 01/11/1994       | 3.216.000    |  |
| 5. La epidemia            | 09/11/1994       | 4.445.000    |  |
| 6. La enterradora         | 16/11/1994       | 2.819.000    |  |
| 7. La compra en casa      | 23/11/1994       | 3.108.000    |  |
| 8. Serafín                | 7/12/1994        | 3.253.000    |  |
| 9. Las Aguedas            | 14/12/1994       | 2.180.000    |  |
| 10. La fundación          | 21/12/1994       | 2.566.000    |  |
| 11. La estrella           | 28/12/1994       | 2.168.000    |  |
| 12. El tío Marciano       | 11/01/1995       | 2.485.000    |  |
| 13. Uno, dos              | 25/01/1995       | s.d.         |  |
| 14. La estatua            | 01/02/1995       | s.d.         |  |
| 15. La gripe              | 08/02/1995       | s.d.         |  |
| 16. El anuncio            | 25/02/1995       | s.d.         |  |
| 17. El celoso             | s.d.             | s.d.         |  |
| 18. La memoria            | 12/04/1995       | 1.937.000    |  |
| 19. Pepe el cura          | 19/04/1995       | s.d.         |  |
| 20. Los cómicos           | s.d.             | s.d.         |  |
| 21. La carrera            | 23/05/1995       | s.d.         |  |
| 22. Paulina               | 24/05/1995       | s.d.         |  |
| 23. Doble o nada          | 21/05/1995       | s.d.         |  |
| 24. Los padres de Paulina | 20/06/1995       | 2.667.000    |  |
| 25. Villarriba-Tombuctu   | 27/06/1995       | s.d.         |  |

## Premios y nominaciones

### Fotogramas de Plata1995
- Juanjo Puigcorbé ganador del Fotogramas de Plata al mejor actor de televisión
- Ana Duato nominada al Fotogramas de Plata a la mejor actriz de televisión

### Premios de laUnión de Actores1995
- Juanjo Puigcorbé ganador del premio al mejor actor protagonista de televisión

### Premios TP
- Juanjo Puigcorbé nominado al TP de Oro como mejor actor